# Sextus Afranius Burrus
Sextus Afranius Burrus (* 1 n. Chr.; † 62 n. Chr.) war ein römischer Ritter, der unter den Kaisern Claudius und Nero als Prätorianerpräfekt diente und nach Neros Regierungsantritt zeitweise zusammen mit Seneca die Regierungsgeschäfte des Römischen Reiches führte.

## Herkunft und Aufstieg
Burrus stammte vermutlich aus Vasio Vocontiorum (heute Vaison-la-Romaine) in der Provinz Gallia Narbonensis im heutigen Südfrankreich. Dort war seine Familie möglicherweise seit dem 1. Jahrhundert v. Chr. ansässig und hatte vielleicht unter Pompeius das römische Bürgerrecht erhalten.
Burrus diente in den ersten Jahrzehnten des 1. Jahrhunderts als Militärtribun, möglicherweise in einer Legion. Später verwaltete er als Prokurator das Vermögen der Kaiserinmutter Livia Augusta, nach deren Tod 29 n. Chr. das des Tiberius († 37 n. Chr.) und das des Claudius.
Trotz seiner wohl nur kurzen militärischen Laufbahn und einer leichten körperlichen Behinderung genoss er zu dieser Zeit einen ausgezeichneten militärischen Ruf. Darüber hinaus galt er als moralisch integer und unbestechlich und war ein loyaler Anhänger des Prinzipates.
Deshalb berief ihn die Kaisergattin Agrippina die Jüngere 51 n. Chr. zum Präfekten der Prätorianergarde. Zu einem nicht mehr bekannten Zeitpunkt wurde er – möglicherweise ebenfalls auf Betreiben Agrippinas – mit den Amtsinsignien eines Konsuls geehrt, ohne dieses Amt bekleidet zu haben. Als Günstling Agrippinas wurde Burrus zu einem ihrer wichtigsten Verbündeten bei der Realisierung ihres Planes, ihren Sohn Nero anstelle von Claudius’ leiblichem Sohn Britannicus auf den Thron zu bringen.
Die gelegentlich in der Forschung geäußerte Ansicht, Burrus sei neben Seneca der Erzieher Neros gewesen, trifft jedoch mit großer Wahrscheinlichkeit nicht zu, da sich in den antiken Quellen keine Hinweise darauf finden.

## Der Regierungsantritt Neros
Nach Claudius’ Tod im Jahre 54 hatte Burrus maßgeblichen Anteil daran, dass Nero reibungslos die Nachfolge antreten konnte, indem er ihm die Loyalität der Prätorianergarde sicherte.
Im sogenannten „Quinquennium“, den „fünf guten Jahren“ der Herrschaft Neros (54–59), leitete Burrus zusammen mit Seneca die Regierungsgeschäfte. Beide nutzten ihren Einfluss auf den jungen Kaiser, um ihn schrittweise an die Ausübung der Regierungsverantwortung heranzuführen und ihn daran zu hindern, seine persönlichen Vorlieben und Neigungen allzu exzessiv auszuleben. Zugleich drängten sie den politischen Einfluss Agrippinas zurück und geboten besonders den von ihr veranlassten Hinrichtungen und politischen Morden Einhalt.
Nach einem von Tacitus überlieferten Bericht aus dem verlorenen Werk des Historikers Fabius Rusticus soll Burrus im Jahre 55 von dem Schauspieler Paris denunziert worden sein, zusammen mit Agrippina einen Putsch zu planen. Nero habe daraufhin Burrus seines Amtes entheben wollen, was nur durch das Eingreifen Senecas verhindert worden sei. Ob diese Nachricht tatsächlich zutrifft, war allerdings schon in der Antike umstritten, da die Historiker Plinius der Ältere und Cluvius Rufus, die wie Fabius Rusticus ebenfalls die Zeit Neros beschreiben, nach Tacitus nichts darüber berichteten.
Eine im gleichen Jahr gegen Burrus erfolgte Anklage, er habe sich zusammen mit dem Freigelassenen Pallas gegen Nero verschworen, um an seiner Stelle Faustus Cornelius Sulla Felix zum Kaiser zu machen, beruhte offensichtlich auf einer böswilligen Verleumdung und blieb daher folgenlos.

## Politischer Machtverlust
Burrus und Seneca unterstützten zwar Nero darin, Agrippinas Macht einzuschränken, wussten aber nicht, dass der Kaiser im Jahre 59 plante, seine Mutter zu ermorden. Erst als der Anschlag fehlgeschlagen war, wurden sie von Nero um Hilfe gebeten. Burrus verweigerte jedoch die Unterstützung, indem er darauf hinwies, dass die Prätorianer der gesamten Herrscherdynastie verpflichtet seien. Sie würden daher keinen Anschlag auf ein Mitglied des Herrscherhauses durchführen, insbesondere nicht auf die Tochter des bei den Soldaten immer noch hoch verehrten Germanicus († 19 n. Chr.). Die Prätorianer blieben daraufhin im Konflikt zwischen Nero und seiner Mutter neutral, doch veranlasste Burrus nach Agrippinas Ermordung eine Loyalitätsbekundung der Prätorianer für den Kaiser.
Nach Agrippinas Tod verringerte sich der politische Einfluss von Burrus und Seneca beträchtlich, da Nero zunehmend selbstbewusster agierte und sich mehr und mehr einem autokratischen Regierungsstil zuwandte. Es kam jedoch nicht zu einem offenen Zerwürfnis mit Nero, obwohl Burrus insbesondere den privaten Vergnügungen des Kaisers (u. a. Theaterauftritte und Teilnahme an Wagenrennen) kritisch gegenüberstand und sich – allerdings erfolglos – der Ermordung von Neros Ehefrau Octavia widersetzte.

## Der Tod des Burrus
Burrus litt im Jahre 62 n. Chr. anscheinend an einem Tumor im Rachen- oder Kehlkopfbereich, an dem er vermutlich auch starb. Zeitgenössische Gerüchte besagten jedoch, dass Nero ihn vergiftet habe, weil ihn die Offenheit störte, mit der Burrus sich seinen kriminellen Machenschaften widersetzte. Sueton berichtet, dass Nero ihm ein giftiges Medikament gegen die Geschwulst im Rachen gesandt habe. Tacitus hingegen lässt offen, ob diese Gerüchte tatsächlich zutrafen.
Der Tod des Burrus beendete auch den Einfluss seines politischen Verbündeten Seneca. Als Nachfolger des Burrus wurden Lucius Faenius Rufus und Gaius Ofonius Tigellinus berufen, die sich das Amt des Prätorianerpräfekten teilten. Insbesondere Tigellinus unterstützte Neros autokratische Politik, durch die die Mitsprachemöglichkeiten des Senates wesentlich beschnitten wurden. Dadurch und durch den Machtverlust Senecas wurde im Nachhinein deutlich, welche politische Bedeutung Burrus in der neronischen Zeit besessen hatte.